# Peder Skrams Gade
Peder Skrams Gade er en gade i Indre By i København, der går fra Heibergsgade til Havnegade. Gaden er primært bebygget med etageejendomme med enkelte forretninger. Desuden er der et par hoteller.
Gaden ligger i kvarteret Gammelholm. Området var indtil 1859 en del af Orlogsværftet men blev derefter bebygget med etageejendomme i 1860'erne og 1870'erne. I den forbindelse blev der anlagt ni nye gader, der overvejende blev opkaldt efter søhelte og teaterpersoner. Peder Skrams Gade blev således i 1868 opkaldt efter adelsmanden og admiralen Peder Skram (død 1581), der deltog i Grevens Fejde og Den Nordiske Syvårskrig.

## Bebyggelse
Peder Skrams Gade starter ved Heibergsgade ved en punkt, hvor denne knækker, og hvor Herluf Trolles Gade også støder op til den. På grunden mellem de tre gader opførte murermester Weber ejendommen Heibergsgade 10-12 / Peder Skrams Gade 1 / Herluf Trolles Gade 2 i 1879. Ejendommens kælder, stue og førstesal er kvaderfuget, og flere steder er første, anden og tredje sal fremspringende. Bygningen tilhører nu andelsboligforeningen Peder Skrams Gård. I nr. 2 på hjørnet af Harald Landers Gade overfor ligger der en etageejendom, der blev opført i 1870. Facaden er rigt dekoreret med balustrader, volutter og frontoner. Udstillingsstedet Q under Det Kongelige Danske Kunstakademis Billedkunstskoler holder til i stueetagen.
Nr. 3 blev opført af murermester Weber i 1879. Facaden er dekoreret med pilastre mellem vinduerne på anden og tredje sal. Grænseforeningens Hus ved siden af i nr. 5 blev opført i 1879 for grosserer Emil Hertz. Hjørneejendommen Holbergsgade 11 / Peder Skrams Gade 11 blev opført i 1877 for grosserer Olivarius og tømrermester F. Hansen. Den er dekoreret med ikke mindre end 44 løvehoveder, der er opsat parvist ved vinduerne på første sal. Peder Skrams Gade 12 / Holbergsgade 9 overfor blev opført efter tegninger af arkitekten Johan Schrøder i 1871.
Hjørneejendommen Peder Skrams Gade 14 / Holbergsgade 12 er fra 1871. Den er opført i røde mursten med vinduer, der er indrammet af sandsten. Stueetagen er dækket med kvaderfugning i granit, der også omkranser hjørnefaget. Peder Skrams Gade 13 / Holbergsgade 14 overfor blev opført efter tegninger af Vilhelm Klein for manufakturhandler Volmer i 1874. Den er forsynet med balustrader under vinduerne på første sal og et par på tredje sal. Fjerde sal er tilbagetrukket men med en fremstående kvist på hjørnet. Nr. 15 ved siden af er også opført efter tegninger af Vilhelm Klein for manufakturhandler Volmer i 1874. Den gør sig bemærket ved sin blå facade med hvidt indrammede vinduer.
I nr. 19 ligger Hotel Maritime, der skiller sig noget ud fra gadens øvrige bygninger med sin forholdsvis enkle grå facade. Bygningen er da også væsentlig yngre end naboerne, idet den først blev opført i 1953 efter tegninger af Mogens Iversen. Indtil 2012 holdt Søfolkenes Mindehotel til her. I nr. 24 ligger Best Western Hotel City Copenhagen. Bygningen blev opført i 1873 for brødrene Andersen. Hotellet åbnede i 1955 og har været i familieeje lige siden. Siden 1977 ejes hotellet af John Mortensen. Han er en stor jazzentusiast, så der er mange portrætter af kendte jazzmusikere på hotellet.

## Beboere
Skuespilleren Peter Schram boede i nr. 2 fra 1878 til sin død i 1895. Han var tilknyttet det nærliggende Det Kongelige Teater gennem flere årtier. Forfatteren og sproglæreren Arthur Abrahams boede i samme bygning fra 1874 til 1880. Arkitekten Vilhelm Dahlerup boede i nr. 8 fra 1875 til 1881. Han har tegnet en række af byens kendte bygninger, blandt andet Det Kongelige Teaters nuværende bygning sammen med Ove Petersen. Kammersanger Emil Holm boede i samme ejendom fra 1914 til 1939, herunder sin tid som Statsradiofoniens første driftsleder fra 1925 til 1937. Skuespilleren Emil Poulsen boede i nr. 23 fra 1874 til 1887. Han medvirkede blandt som karakterskuespiller i stykker af Holger Drachmann og Henrik Ibsen. Den tidligere balletdanserinde Juliette Price boede i nr. 26 fra 1889 til 1902. Hun havde haft en del succes som ung men var blevet invalid efter et uheld.
I 1940'erne boede L.C. Klitteng, kaldet Læsøbageren, på et pensionat i nr. 17. Han havde levet et eventyrligt liv, hvor han havde populariseret dansk wienerbrød en række steder i verden. Hakon Mielche skrev hans biografi Jorden rundt med Morgenbrød i 1944. L.C. Klitteng var på det tidspunkt 67 år og blind, men hans hjem var fuldstændigt dekoreret af billeder fra hans storhedstid og af de kendte personer, han havde mødt. Dertil kom introduktionsskrivelser, mapper med avisudklip og en forgyldt ørn i træ fra det konditori i Malmö, hvor succesen begyndte.